# Gulliver's Travels (2010)
Gulliver's Travels is een Amerikaanse komische fantasyfilm uit 2010 los gebaseerd op het 18e-eeuwse boek Gullivers reizen van Jonathan Swift. De film werd door Rob Letterman geregisseerd en heeft komiek Jack Black in de hoofdrol.
De film werd negatief onthaald en presteerde ondermaats aan de Amerikaanse bioscoopkassa's, maar werd buiten de VS wel een groot succes. Jack Black werd voor zijn rol genomineerd voor een Razzie Award alsook een Kids Choice Award.

## Verhaal
Lemuel Gulliver werkt als postbedeler bij een krant in New York. Hij is stiekem al jaren verliefd op journaliste Darcy Silverman. Als hij haar voorhoudt veel te reizen haalt ze hem over een verslag te schrijven. Hij knipt en plakt teksten van internet en maakt daarmee indruk op Darcy, die hem prompt naar de Bermudadriehoek stuurt om er een artikel over te schrijven. Daar huurt hij een boot, belandt ermee in een storm en eindigt zo op het strand van Lilliput, waar hij door een beschaving van piepkleine mensen gevangen wordt genomen. Als de Blefuscusianen, aartsvijanden van Lilliput, aanvallen, ontsnapt Gulliver en hij redt prinses Mary van ontvoering en koning Theodore uit een brand.
Hij wordt vervolgens als een held vereerd en vertelt allerlei leugens, zoals dat hij de president van zijn volk is en dat Darcy zijn vriendin is. De enige die echter een hekel aan hem heeft is generaal Edward, die noodgedwongen naar Blefuscu gaat en daar een gigantische robot laat bouwen om van Gulliver af te komen. Die verslaat hem en dwingt hem zijn leugens toe te geven, waarna Gulliver wordt verbannen naar "het eiland waar we niet durven komen". Hij wordt er gevonden en in een poppenhuis gehouden door een gigantisch meisje dat hem als speelgoed gebruikt, maar hij kan ontsnappen.
Darcy heeft inmiddels zijn plagiaat ontdekt en moet nu zelf het verslag over de Bermudadriehoek schrijven. Ook zij komt in een storm terecht en wordt gevangengenomen door de Blefuscusianen. Gulliver gaat opnieuw in duel met Edwards robot, en verslaat hem deze keer, waardoor Gulliver opnieuw als held wordt aangezien. Nadat hij Lilliput en Blefuscu tot vrede beweegt keert hij met Darcy weer huiswaarts.

## Rolverdeling
| Acteur         | Personage         | Opmerkingen                                             |
| -------------- | ----------------- | ------------------------------------------------------- |
| Jack Black     | Lemuel Gulliver   | Protagonist                                             |
| Amanda Peet    | Darcy Silverman   | Reisverslaggeefster waarop Jack heimelijk verliefd is.  |
| Emily Blunt    | Prinses Mary      | Dochter van de koning van de Lilliputters.              |
| Jason Segel    | Horatio           | Lilliputter die heimelijk verliefd is op prinses Mary.  |
| Chris O'Dowd   | Generaal Edward   | Legerbevelhebber waaraan prinses Mary is uitgehuwelijkt |
| Billy Connolly | Koning Theodore   | Koning van de Lilliputters                              |
| Catherine Tate | Koningin Isabelle |                                                         |
| T.J. Miller    | Dan               | Lemuels nieuwe collega                                  |